# Las (Ślemień)
Las ist eine Ortschaft mit einem Schulzenamt der Gemeinde Ślemień im Powiat Żywiecki der Woiwodschaft Schlesien in Polen.

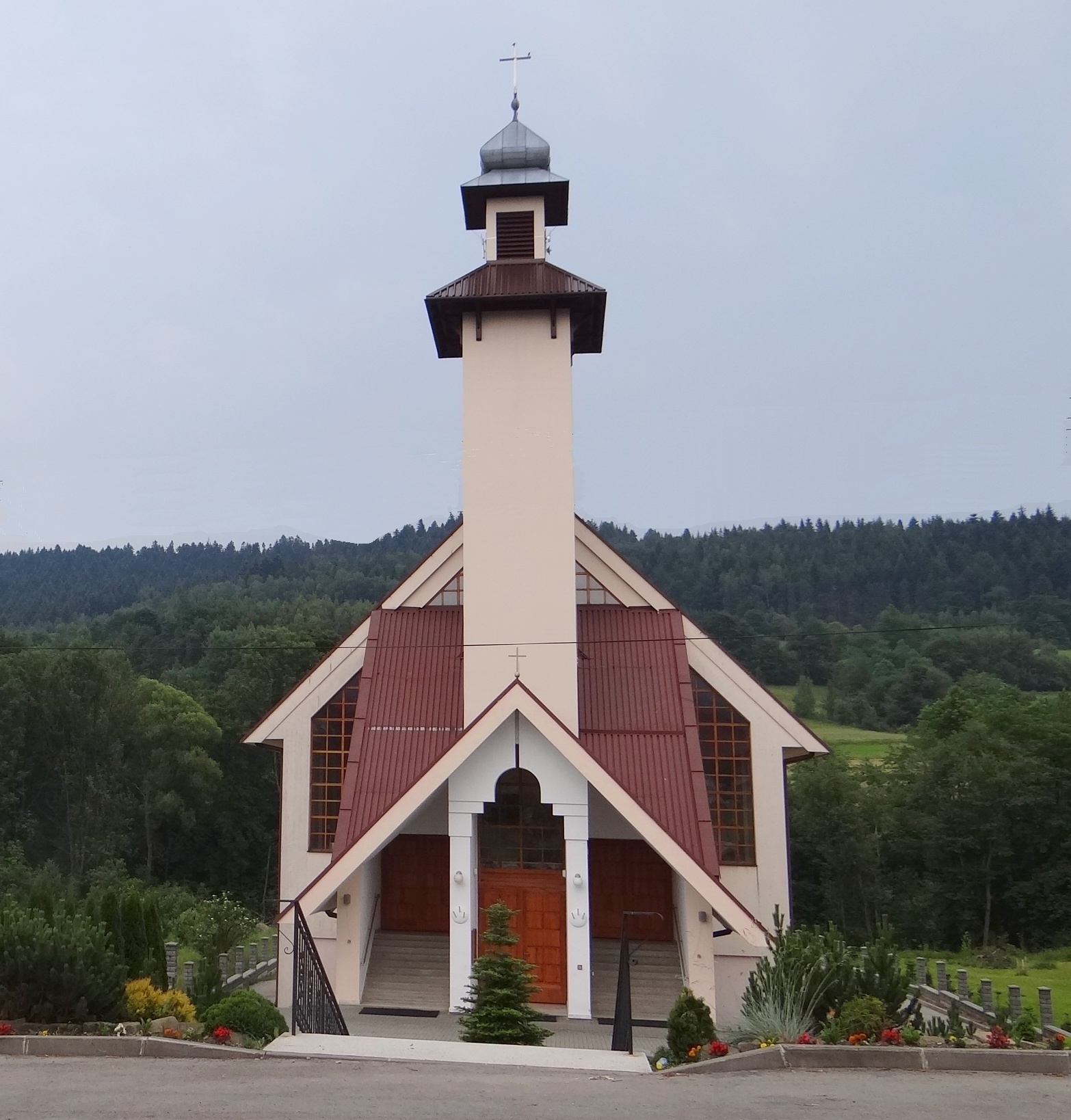
Ortskirche

## Geographie
Der Ort liegt südlich der Kleinen Beskiden, an der oberen Kocońka, einem linken Zufluss der Skawa, und zwar als die einzige Ortschaft der Woiwodschaft Schlesien im Zuflussgebiet der Skawa. Die Nachbarorte sind Ślemień und Kocoń im Westen, Rzyki im Norden, Targoszów und Kuków im Osten, sowie Kurów im Süden.

## Geschichte
Der Ort Las (wörtlich Wald) wurde im späten 16. Jahrhundert unter der Familie Komorowski, den Besitzern des Landes Saybusch, durch Walachen gegründet und wurde im Gericht der bischöflichen Visitation der Pfarrei Ślemię (Ślemień) aus dem Jahr 1598 erstmals urkundlich erwähnt. Ab 1608 gehörte es zur Herrschaft Ślemień. 
Bei der Ersten Teilung Polens kam das Dorf 1772 zum neuen Königreich Galizien und Lodomerien des habsburgischen Kaiserreichs (ab 1804). Ab 1782 gehörte es dem Myslenicer Kreis (1819 mit dem Sitz in Wadowice). Nach der Aufhebung der Patrimonialherrschaften bildete es nach 1850 eine Gemeinde im Bezirk Saybusch.
1918, nach dem Ende des Ersten Weltkriegs und dem Zusammenbruch der k.u.k. Monarchie, kam Las zu Polen. 1923 wurde das Dorf aus dem Powiat Żywiecki herausgelöst und an den Powiat Makowski angeschlossen, aber nach den Protesten der örtlichen Bevölkerung wurde diese administrative Grenzverschiebung 1931 rückgängig gemacht.
Nach der Besetzung Polens durch die Wehrmacht im Zweiten Weltkrieg gehörte es zum Landkreis Saybusch im Regierungsbezirk Kattowitz in der Provinz Schlesien (seit 1941 Provinz Oberschlesien). 1939 hatte das Dorf 1295 Einwohner. In der Aktion Saybusch wurden in Las am 29. November 1940 13 Familien bzw. 49 Polen zwangsweise ausgesiedelt, um es mit 5 volksdeutschen Familien bzw. 17 Römisch-Katholiken aus Ostgalizien und dem Buchenland zu besiedeln. Die Reduzierung der Einwohnerzahl auf 400, die völlige Germanisierung und die Umbenennung zu Kleinwalde wurde damals für das Dorf geplant, aber vor Ende des Weltkriegs nicht eingeführt.
Von 1975 bis 1998 gehörte Las zur Woiwodschaft Bielsko-Biała.